# 格兰芬多
葛來分多（英語：Gryffindor)，是J·K·羅琳的奇幻小說系列《哈利波特》中，霍格華茲的四大學院之一。這個學院由高錐客·葛來分多創立，代表顏色和動物為紅色、金色（領帶和圍巾為栗色和金色）以及獅子，並以勇氣仗義為招生條件。葛來分多的學院導師為變形學教授兼副校長麥米奈娃，之後她成為了霍格華茲的校長，而學院幽靈是通稱為差點沒頭的尼克的尼古拉斯·德·明西-波平頓爵士。根據羅琳的說法，葛來分多學院大致對應四大元素中的火。
葛來分多學院培養了許多著名巫師，如校長阿不思·鄧不利多和副校長麥米奈娃，以及小說中的主角哈利·波特、妙麗·格蘭傑，和榮恩·衛斯理。《哈利波特》小說及電影系列的主軸環繞著葛來分多的角色展開，當中的許多學生都加入了鄧不利多的軍隊和鳳凰會以抵抗佛地魔與食死人，包括主角哈利·波特及其父母。

## 特質
葛來分多學院的價值觀著重勇氣的特質，還有「膽識、氣魄和騎士精神」。這個學院的的巫師及女巫雖然有時莽撞，或脾氣暴躁，大多勇敢仗義並取得成就。
按照非尼呀·耐吉·布萊克所述，其他學院（特別是史萊哲林學院）的人都認為葛來分多學生有時候會搞「毫無意義的英雄主義」。賽佛勒斯·石內卜也曾說葛來分多自以為是與傲慢，而且無視紀律。事實上葛來分多跟史萊哲林兩個學院自成立之初就激烈對抗，而兩個學院的創辦人高錐客·葛來分多和薩拉札·史萊哲林甚至因為後者的純種優越主義而鬧翻。
從史萊哲林學院的角度看，哈利與其他葛來分多的學生有時候在魁地奇比賽中贏得並不公平。例如麥教授為了讓一年級的哈利加入葛來分多魁地奇球隊，允許他擁有飛天掃帚，但一年級新生禁止擁有掃帚；在1991-1992學年，鄧不利多校長於學期末的年終宴會的最後一刻為葛來分多加了十分，卻沒有扣除當天晚上違反校規的分數，讓他們的分數超過史萊哲林學院並贏得了學院盃。
其他學院的學生有時也會認為葛來分多的學生受到偏愛，例如哈利於三巫鬥法大賽中成為第四名鬥士時，大部分學生都覺得哈利違規並搶走了赫夫帕夫學生──西追·迪哥里的風頭。但整體來說，雷文克勞與赫夫帕夫的學生還是會站在支持葛來分多的一方，把史萊哲林視作對手；葛來分多在1991-1992學年贏得學院盃的時候，雷文克勞與成為最低分的赫夫帕夫學院的學生跟葛來分多一起高興地把帽子拋向空中，而得沉默的史萊哲林學院學生格格不入。另外，在第二次巫師大戰時，鄧不利多的軍隊成員均來自葛來分多、赫夫帕夫與雷文克勞學院。

## 位置
葛來分多的交誼廳設於霍格華茲城堡內其中一座最高的塔樓（葛來分多塔）裡，而入口位於東城堡的七樓，由一幅身穿粉紅色絲綢長裙的胖女士的肖像守衛著，她只允許給予正確（經常改變）通關密碼的人進入，例如奈威·隆巴頓在《神秘的魔法石》忘記密碼，就必須在肖像附近等待，直到其他葛來分多師生回來為他開路；在《阿茲卡班的逃犯》，當天狼星·布萊克試圖強行進入塔樓時，因為無法給出正確的密碼而被胖女士阻止進入。
胖女士油畫背後通往交誼廳。葛來分多的交誼廳是一個舒適的圓形房間，牆壁上掛有肖像，並且有一個壁爐，學院的成員可以在這裡讀書、聚會或者休息。交誼廳裡有兩個階梯台階，分別通向男女生寢室，通向女生寢室的台階上有防止男生進入的符咒，不過創辦人相信女生更加可靠，因此通往男生寢室的階梯沒有防止女生進入的符咒，女生可以隨意進入。

## 相關物品
葛來分多的傳承物品為葛來分多劍。這把寶劍由妖精製造，是高錐客·葛來分多的遺物。葛來分多寶劍只會在真正傳人的面前出現，但傳人並非單指後裔，也包括了學院裡的學生，當展現出足夠勇氣時，這把寶劍便會出現在學生面前，例如哈利·波特與奈威·隆巴頓。
- 在中，哈利·波特他從分類帽拔出葛來分多寶劍，並利用它來擊敗蛇妖；
- 在和裡，鄧不利多及哈利波特都以它來破壞佛地魔的分靈體。

## 代表人物
- 高錐客·葛來分多
- 阿不思·鄧不利多* 麥米奈娃
- 阿拉特·穆敵* 天狼星·布萊克
- 雷木思·路平* 亞瑟·衛斯理* 茉莉·衛斯理
- 比爾·衛斯理* 查理·衛斯理* 派西·衛斯理
- 弗雷與喬治·衛斯理* 榮恩·衛斯理* 妙麗·格蘭傑* 纳威·隆巴顿* 金妮·衛斯理

早年分多學生亨利 波特/尤菲 波特
- 詹姆·波特
- 莉莉·波特（娘家姓氏為伊凡）
- 哈利·波特